# Third Degree
Third Degree je studiové album amerického bluesového kytaristy Johnny Wintera, vydané v roce 1986.

## Seznam skladeb
1. "Mojo Boogie"
2. "Love, Life and Money"
3. "Evil on my Mind"
4. "See See Baby"
5. "Tin Pan Alley"
6. "I'm Good"
7. "Third Degree"
8. "Shake your Moneymaker"
9. "Bad Girl Blues"
10. "Broke and Lonely"

## Sestava
- Johnny Winter - kytara, zpěv
- Ken Saydak - piáno
- Dr. John Rebennack - piáno v 2 a 5
- Johnny B. Gayden - baskytara
- Tommy Shannon - baskytara v 4, 8 a 10
- Casey Jones - bicí
- Abel Ji "Hitt" McKnight - bicí v 4, 8 a 10